# Barbus treurensis
Barbus treurensis és una espècie de peix cipriniforme de la família dels ciprínids.

## Morfologia
Els mascles poden assolir els 108 cm de longitud total.

## Distribució geogràfica
Es troba a l'Àfrica austral.